# Benifairó de la Valldigna
Benifairó de la Valldigna è un comune spagnolo di 1 692 abitanti situato nella comunità autonoma Valenciana.